# Sofiika, Bohuslav
Sofiika (în ucraineană Софійка) este un sat în comuna Poberejka din raionul Bohuslav, regiunea Kiev, Ucraina.

## Demografie
Componența lingvistică a localității Sofiika
     Ucraineană (99,31%)
     Alte limbi (0,69%)
Conform recensământului din 2001, majoritatea populației localității Sofiika era vorbitoare de ucraineană (99,31%), existând în minoritate și vorbitori de alte limbi.